# Вешние воды (фильм)
«Вешние воды» (англ. Torrents of Spring) — фильм режиссёра Ежи Сколимовского, экранизация одноимённой повести И. С. Тургенева. Фильм участвовал в конкурсной программе Каннского кинофестиваля в 1989 году.

## Сюжет
Действие фильма происходит в 1840 году во Франкфурте и окрестностях. Русский дворянин Дмитрий Санин, возвращаясь из Италии, случайно знакомится в Германии с молодой 19-летней красавицей Джеммой, дочерью кондитера. Пара собирается пожениться, и Санин решает продать свои земли в России и переехать в Германию. Неожиданно он встречает своего школьного приятеля Ипполита Полозова, жена которого, дочь купца-миллионера, 22-летняя красавица Мария Николаевна, хочет приобрести его имение. Будучи замужем, она живёт фактически независимо от мужа и придерживается принципов свободной любви. Знакомясь с Саниным, она постепенно оплетает его своими чарами и делает его своим любовником. Санин порывает с Джеммой и на положении подчинённого возлюбленного рабски следует за Марией и её мужем в Венецию.

## В ролях
- Настасья Кински — Мария Полозова
- Тимоти Хаттон — Дмитрий Санин
- Валерия Голино — Джемма
- Уильям Форсайт — Ипполит Полозов
- Урбано Барберини — Донгоф
- Кшиштоф Янчар — Клубер

Цыганскую музыку для картины написал композитор Леопольд Козловский; он же дирижировал цыганским тарафом Cygański Zespół Pieśni i Tańca «Roma».